# Daniela Zeller

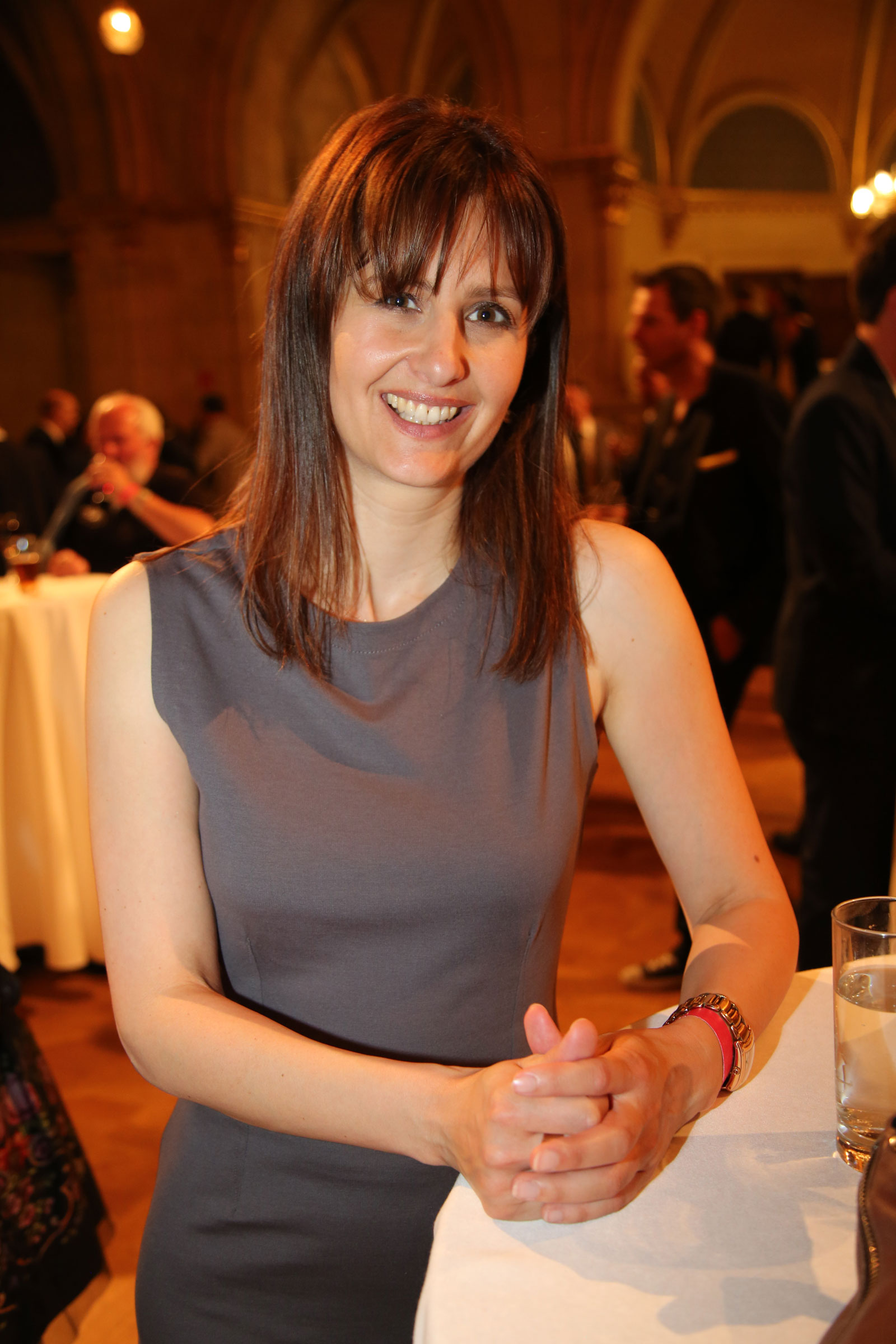
Daniela Zeller (2015)

Daniela Zeller (* 20. November 1976 in St. Pölten, Niederösterreich) ist eine ehemalige österreichische Radiomoderatorin. Von 2000 bis 2011 war sie Mitglied des Ö3-Wecker-Teams.

## Leben
Daniela Zeller wurde 1976 in St. Pölten geboren, ihre Kindheit verbrachte sie in Böheimkirchen. Nach der Matura studierte sie ein Jahr Schauspiel am Franz Schubert Konservatorium sowie ein Jahr Publizistik an der Universität Wien. Eine Sprecherausbildung an der Schule des Sprechens schloss sie 2002 erfolgreich ab.
Von 1998 bis 1999 war sie beim Privatradio Antenne Wien in der Moderation und der Redaktion tätig. Im August 1999 wechselte sie zum ORF-Radiosender Ö3, wo sie zunächst in der Verkehrsredaktion arbeitete. Ab 2000 war sie Mitglied des Ö3-Wecker-Teams. Am 24. Juni 2011 verabschiedete sie sich von Ö3, um sich ihrer Tätigkeit als Stimm- und Sprechtrainerin zu widmen. Bei Ö3 folgte ihr Lisa Hotwagner nach.
2002 war sie Präsentatorin des Donauinselfests, 2003 präsentierte sie den Life Ball. 2003/04 war sie Jurymitglied bei der zweiten Staffel von Starmania (Starmania NG – Die neue Generation). Für die Kronen Zeitung schrieb sie ab 2006 in der Sonntagsbeilage Krone Bunt die Kolumne Am Punkt.

## Werke
- 2007: Die ganze Wahrheit über ..., gemeinsam mit Robert Kratky. Ecowin Verlag, 2007. ISBN 978-3-902404-43-5[7]
- 2009: So werden Sie gehört: richtig reden, professionell präsentieren, authentisch auftreten. Wien, Ueberreuter-Verlag. 2009. ISBN 978-3-8000-7406-8
- 2012: Reden. Bewegen. Wirken: Rhetorik- und Stimmtraining für jeden Redetyp. Wien, Ecofit-Verlag. 2012. ISBN 978-3-9502811-1-8
- 2016: Ich-Kraft: Genial einfaches Selbstcoaching für ein gesundes & glückliches Leben. Wien, echomedia buchverlag 2016. ISBN 978-3-903113-01-5
- 2017: 99 Dinge für deine Ich Kraft. Wien, echomedia buchverlag 2017. ISBN 978-3-903113-21-3